# Oswald Grübel
Oswald J. Grübel, né le 23 novembre 1943 en Allemagne, est un manager financier. Il a été à la direction de la banque suisse UBS dont il a démissionné le 24 septembre 2011.

## Biographie
Orphelin de guerre, Oswald Grübel fuit l'Allemagne de l'Est à l'âge de 10 ans. Il grandit avec ses grands-parents en Thuringe.
Il déménage à Francfort pour effectuer à l'âge de 17 ans une formation à la Deutsche Bank en 1961. En 1970, il entre dans White Weld Securities une filiale londonienne du Crédit suisse, puis gravit les échelons dans la banque pour rejoindre en 1991 son comité exécutif comme responsable des marchés financiers. En 1997, il accède à la tête du négoce global de CSFB et en 1998, il prend la direction de la division « banque privée »  puis du Credit Suisse Financial Services. En 2001, à la suite d'un désaccord avec son patron (Lukas Mühlemann), il quitte le Crédit suisse. Il est rappelé par cette banque en 2002 et en 2003, il est co-CEO puis en 2004 CEO du Crédit Suisse, poste qu'il quitte en 2007, cédant sa place à l'Américain Brady Dougan. Durant son mandat, il introduit la banque dans le sponsoring de courses automobile de formule 1, et se défait de la filiale de bancassurance Winterthur.
En février 2009, UBS l'appelle à sa direction en remplacement de Marcel Rohner. À ce poste, il remet les comptes du géant bancaire dans le vert mais supprime des milliers de postes (près de 9.000). L'État suisse sort du capital de la banque. À la suite de l'affaire concernant les opérations de négoce non autorisées avec une perte de 2,3 milliards de dollars (2.1 milliards de francs suisse), il démissionne le 24 septembre 2011,.
Après son départ d'UBS, il devient éditorialiste pour le quotidien suisse Aargauer Zeitung.

## Vie privée
Oswald Grübel est dans une relation avec Renate Häusler. Il a une fille.